# Эттингены
Не путать с одноимённым родом остзейского дворянства

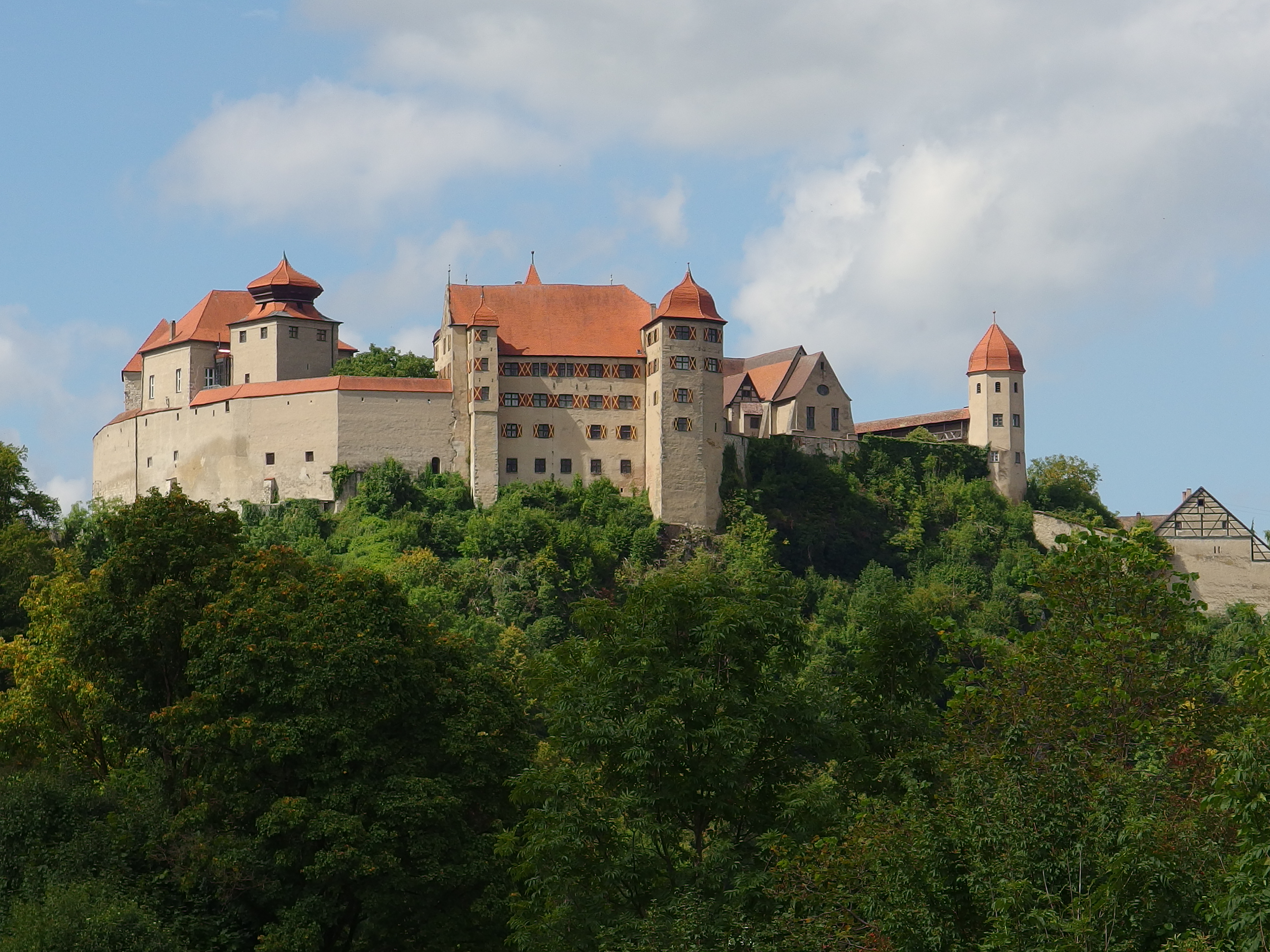
Замок в Харбурге. Резиденция князей Эттинген-Валлерштайн.

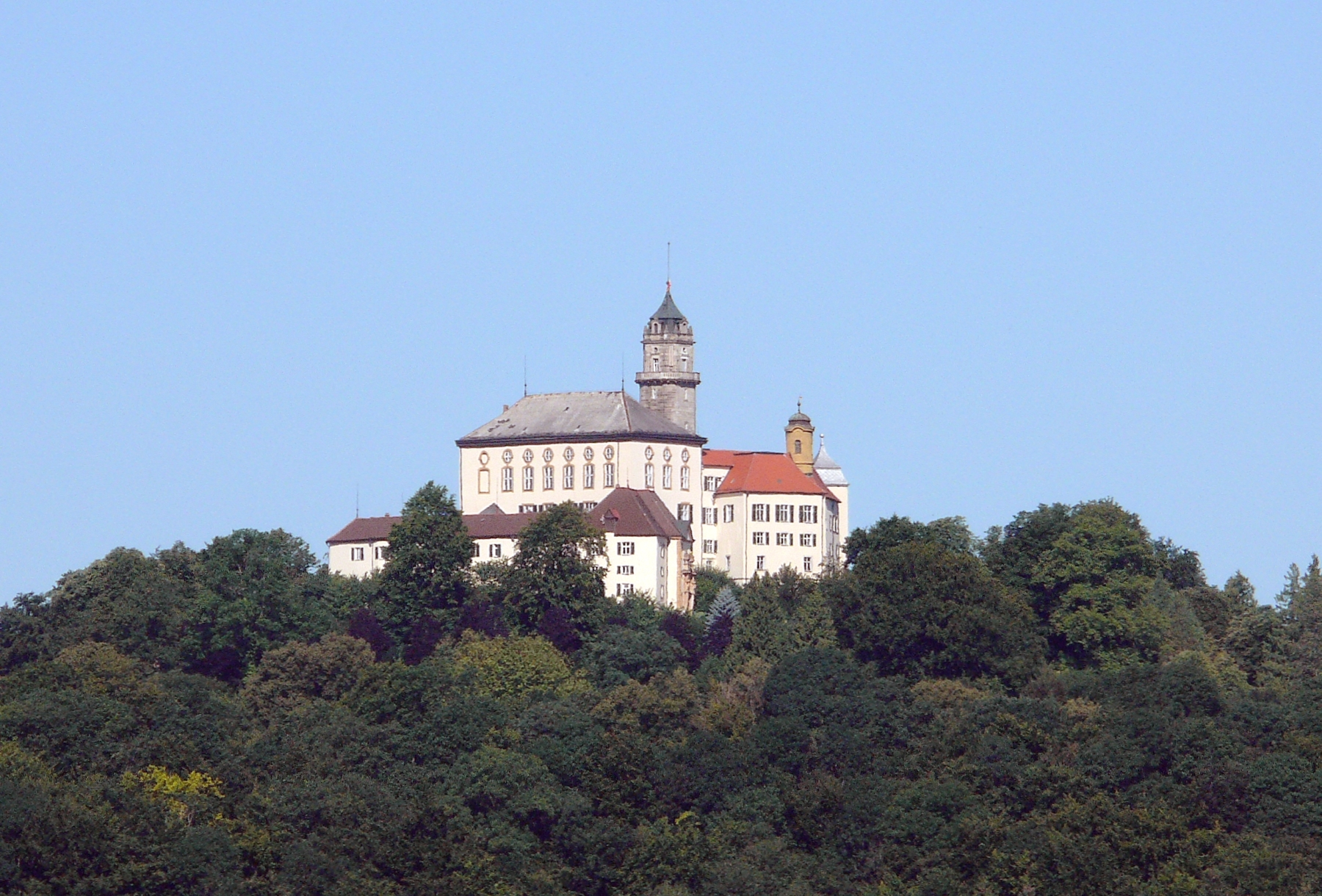
Замок Бальдерн. Резиденция графов Эттинген-Бальдерн.

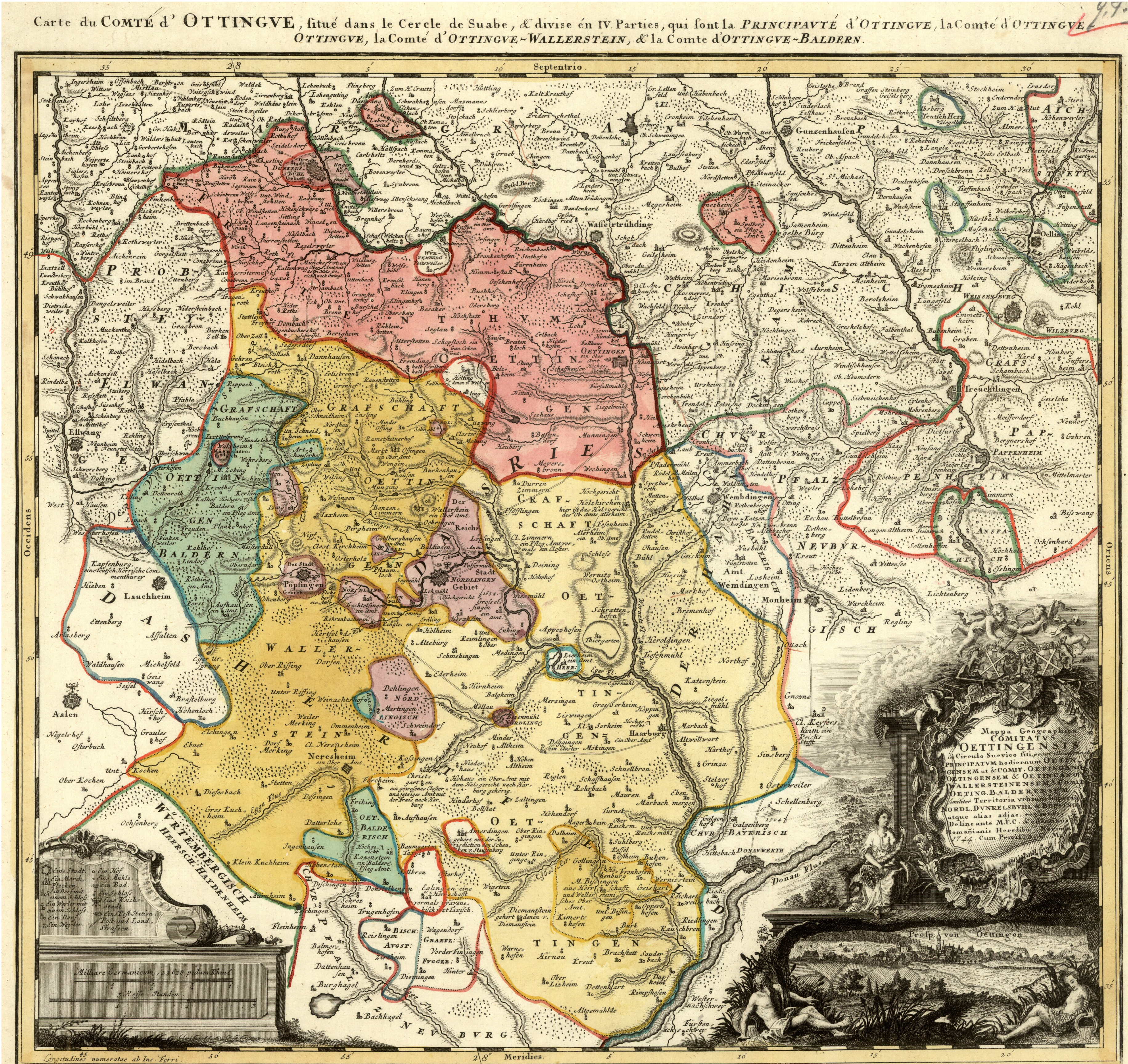
Владения Эттингенов на карте 1744 года

Эттингены (нем. Oettingen) — немецкий вельможный род, на протяжении многих веков владевший одноимённым городом. Ядро их земель располагалось к северу от Дуная, на стыке границ Баварии и Швабии, вокруг имперского города Нёрдлингена.
Начиная с XV века земли Эттингенов неоднократно делились между различными линиями графского семейства. В 1522 году два сына Людвига XV фон Эттингена (1486—1557), протестант и католик, разделили графство (с XVIII века — княжество) на Эттинген-Эттинген и Эттинген-Валлерштейн.
Потомство первого пресеклось в 1731 году, после чего две трети их владений перешли к Эттинген-Валлерштейнам. В XVIII веке наряду с последними существовали также линии Эттинген-Бальдерн и Эттинген-Шпильберг.
При медиатизации владений князя Эттингена в 1803 году площадь его земель составляла 850 км² и на них проживало около 60 000 подданных. Гордостью рода были дворцы-замки Эттинген и Хохальтинген — одни из лучших на юге Германии памятников светской архитектуры барокко.
Князья Эттинген-Валлерштайн вывезли из секуляризованных монастырей в своих владениях большое собрание старинных рукописей, включая кодекс Валлерштайна (фехтовальный трактат XV века). Библиофильские наклонности довели одного из князей до разорения.
В 1980 году библиотека Эттингенов была выкуплена властями Баварии за 40 млн марок и перевезена из родового замка Харбург в Аугсбургский университет. Сам замок неудачно пытался приобрести Майкл Джексон.
Княжеская пивоварня, насчитывавшая много столетий, выбыла из владения рода в 1956 году, после чего началось её бурное развитие. С 2004 по 2013 гг. бюджетное пиво марки Oettinger удерживало первое место по продажам в Германии.

## Представители
- Из рода Эттингенов вышло несколько князей-епископов, в том числе Бамберга (1237), Айхштета (1383—1415) и Пассау (1485—1490).
- Кристина Луиза фон Эттинген (1671—1747) — в замужестве герцогиня Брауншвейг-Вольфенбюттельская, бабушка российского императора Петра II.
- Мария Анна фон Эттинген-Шпильберг (1693—1729) — супруга 6-го князя Лихтенштейна.
- Людвиг цу Эттинген-Валлерштейн (1791—1870) — первый министр баварского короля Людвига I, возглавлявший т. н. «министерство Лолы», находившееся под влиянием Лолы Монтес.
- Матильда София Эттинген-Эттингенская и Эттинген-Шпильбергская (1816—1886) — немецкая принцесса из дома Эттингенов, в замужестве — княгиня Турн-и-Таксис.
- Мари Эттинген-Эттинген (нем. Marie Oettingen-Oettingen; 1832—1891) — супруга барона Георга Ойгена Генриха Арбогаста фон унд цу Франкенштейна; мать Карла[нем.] и Морица[нем.], которые, как и их отец, посвятили свою жизнь политике.
- Евгений цу Эттинген-Валлерштайн (1885—1969) — вождь баварских сепаратистов, соучредитель Баварской партии.